# خوانيتا هال
خوانيتا هال (بالإنجليزية: Juanita Hall) هي ممثلة أمريكية، ولدت في 6 نوفمبر 1901 في الولايات المتحدة، وتوفيت بنفس المكان في 28 فبراير 1968.

## أعمال

### أفلام
- (1958) جنوب المحيط الهادىء

## وصلات خارجية
- خوانيتا هال على موقع IMDb (الإنجليزية)
- خوانيتا هال على موقع ميوزك برينز (الإنجليزية)
- خوانيتا هال على موقع قاعدة بيانات برودواي على الإنترنت (الإنجليزية)
- خوانيتا هال على موقع أول ميوزيك (الإنجليزية)
- خوانيتا هال على موقع ديسكوغز (الإنجليزية)
- خوانيتا هال على موقع قاعدة بيانات الفيلم (الإنجليزية)